# Higaròu
Higaròu (francès Figarol) és un municipi francès del department de l'Alta Garona, a la regió Occitània.